# کن هیساتومی
کن هیساتومی (انگلیسی: Ken Hisatomi؛ زادهٔ ۲۹ سپتامبر ۱۹۹۰) بازیکن فوتبال اهل ژاپن است.
از باشگاه‌هایی که در آن بازی کرده‌است می‌توان به باشگاه فوتبال ماتسوموتو یاماگا اشاره کرد.